# Beth Caruso
Beth Caruso nome artístico de Maria Elizabeth Caruso (São Paulo, 20 de agosto de 1948) é uma atriz brasileira. Beth Caruso foi casada com o ator Paulo José com quem teve um filho Paulo Henrique Caruso.

## Filmografia

### Televisão[4]
| Ano  | Título              | Personagem   | Notas |
| ---- | ------------------- | ------------ | ----- |
| 1981 | O Resto É Silêncio  | Nora         |       |
| 1972 | A Patota            | Adalgisa     |       |
| 1971 | A Fábrica           | Bete         |       |
| 1969 | Nino, o Italianinho | Sílvia       |       |
| 1968 | Antônio Maria       | Bete Ferrari |       |

### Cinema
| Ano  | Título               | Personagem |
| ---- | -------------------- | ---------- |
| 1971 | Diabólicos Herdeiros | —          |

### Teatro
- Gota d'Água (1977), de Chico Buarque e Paulo Ponte
- Murro em Ponta de Faca (1978/1979), de Augusto Boal
- O Genro que era Nora
- Lição de Anatomia